# El príncipe Baltasar Carlos cazador
El retrato El Príncipe Baltasar Carlos cazador fue pintado por Velázquez en 1635 y se conserva en el Museo del Prado.

## El tema de la caza
El rey Felipe IV encargó a Velázquez una serie de cuadros con el tema de la caza, destinados todos ellos a adornar el pabellón que para esta actividad se había construido en el monte del Pardo, cerca de Madrid, llamado "La Torre de la Parada". Este pabellón se convirtió en un valioso museo de pinturas donde fue a parar la larga serie sobre las Metamorfosis de Ovidio, pintada por Rubens y su taller. Este pabellón estaba reservado en exclusiva para la Corte, nadie más tenía acceso. Allí se recopiló el conjunto más importante sobre temas de mitología que podía verse en España, el cual incluía gran variedad de desnudos.
Velázquez pintó para este lugar otros dos cuadros con el tema de la caza: El cardenal infante don Fernando de Austria cazador y Felipe IV cazador. Las tres obras tienen algo en común: formato estrecho, figura presentada de tres cuartos, escopeta de caza en la mano y traje de caza en los protagonistas. Se sabe que el pintor trabajó sobre muchas más obras con este asunto pero ninguna de ellas se halla en España.

## Descripción del cuadro
El príncipe va vestido con ropaje adecuado a este deporte. Tabardo oscuro con las mangas llamadas bobas, calzones anchos, jubón gris labrado, cuello de encaje, botas altas, gorrilla ladeada y en la mano derecha, escopeta de un tamaño propio para un niño.
En el cuadro vemos dos perros; el perro no falta nunca en una escena de caza. Uno de ellos es grande, tanto que el pintor decidió representarlo acostado para que no molestara la figura menuda del príncipe; tiene largas orejas y su cabeza reposa en el suelo. El otro es un perrillo que se sale del encuadre, un galgo canela con ojos vivos, cuya cabeza llega a la altura de la mano del niño. Hay que precisar que originalmente el cuadro era más ancho en este lado, e incluía otro galgo. Esto se sabe porque subsisten copias que lo incluyen.
El paisaje está representado por la presencia de un roble que acompaña a la figura. Se puede apreciar el bosque del Pardo y al fondo la sierra azulada de Madrid, en la lejanía. El cielo es gris, como si fuera una tarde de otoño, y está cargado de nubes.
Los críticos coinciden en asegurar que la cabeza del príncipe es un ejemplo de destreza del pintor.